# Else-Werre-Radweg
Der Else-Werre-Radweg verläuft entlang der Flüsse Else und Werre in Nordrhein-Westfalen und Niedersachsen. Der Radweg wurde im Jahre 2000 eingeweiht. Der Weg beginnt an der Bifurkation in Melle-Gesmold. Nach 54,4 Kilometern Gesamtlänge endet der Radweg am Werre-Weser-Kuss von Werre und Weser im Großen Weserbogen bei Bad Oeynhausen.

## Verlauf
Auf seinem Weg werden flussabwärts folgende Gemeinden passiert: Melle, Rödinghausen, Bünde, Kirchlengern, Löhne, Bad Oeynhausen. Die Route führt etwa parallel zur Bundesautobahn 30 sowie zur Eisenbahnstrecke Melle–Bad Oeynhausen, so dass auf der Route durch das Else-Werre-Urstromtal bzw. Osnabrücker Tal folgende Stationen liegen: Westerhausen, Bahnhof Melle, Melle-Bruchmühlen, Bünde, Kirchlengern, Löhne und Bad Oeynhausen.
Jeweils am ersten Sonntag im Mai findet der Else-Werre-Radtag mit vielen Aktionen statt. Im Westen hat der Radweg Anschluss an die Hase-Ems-Tour, im Osten an den Weserradweg. Zwischen Bünde und Kirchlengern verläuft ein Teilstück der BahnRadRoute Weser-Lippe auf derselben Trasse. An Werktagen wird die Ruhe auf einzelnen Abschnitten durch den starken LKW-Verkehr auf der nahen Autobahn gestört. Zwischen Kirchlengern und Löhne führt der Else-Werre-Radweg streckenweise über den alten Bahndamm der Wallückebahn.

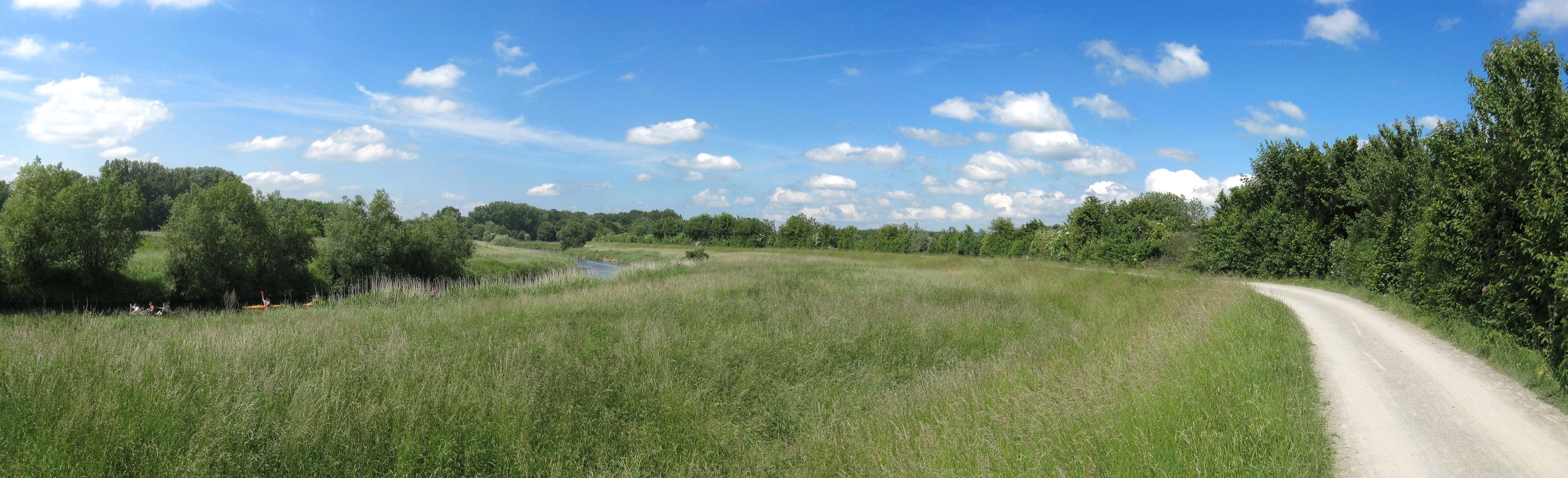
Der Else-Werre-Radweg in der Werraue zwischen Löhne und Bad Oeynhausen